# سد یام سبزوار

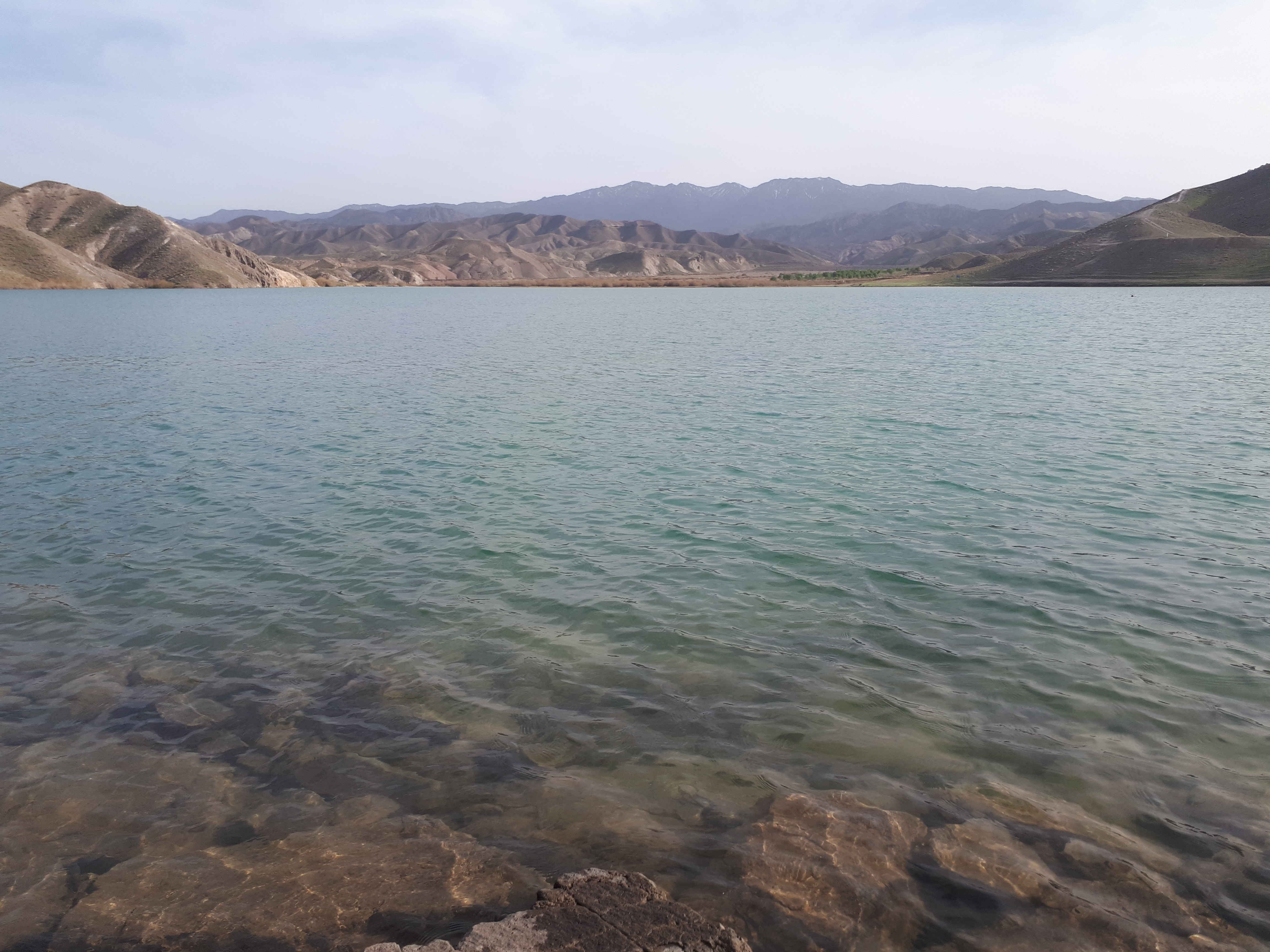
نمایی از دریاچه پشت سد یام سبزوار از فراز تاج آن- فروردین ۱۴۰۱

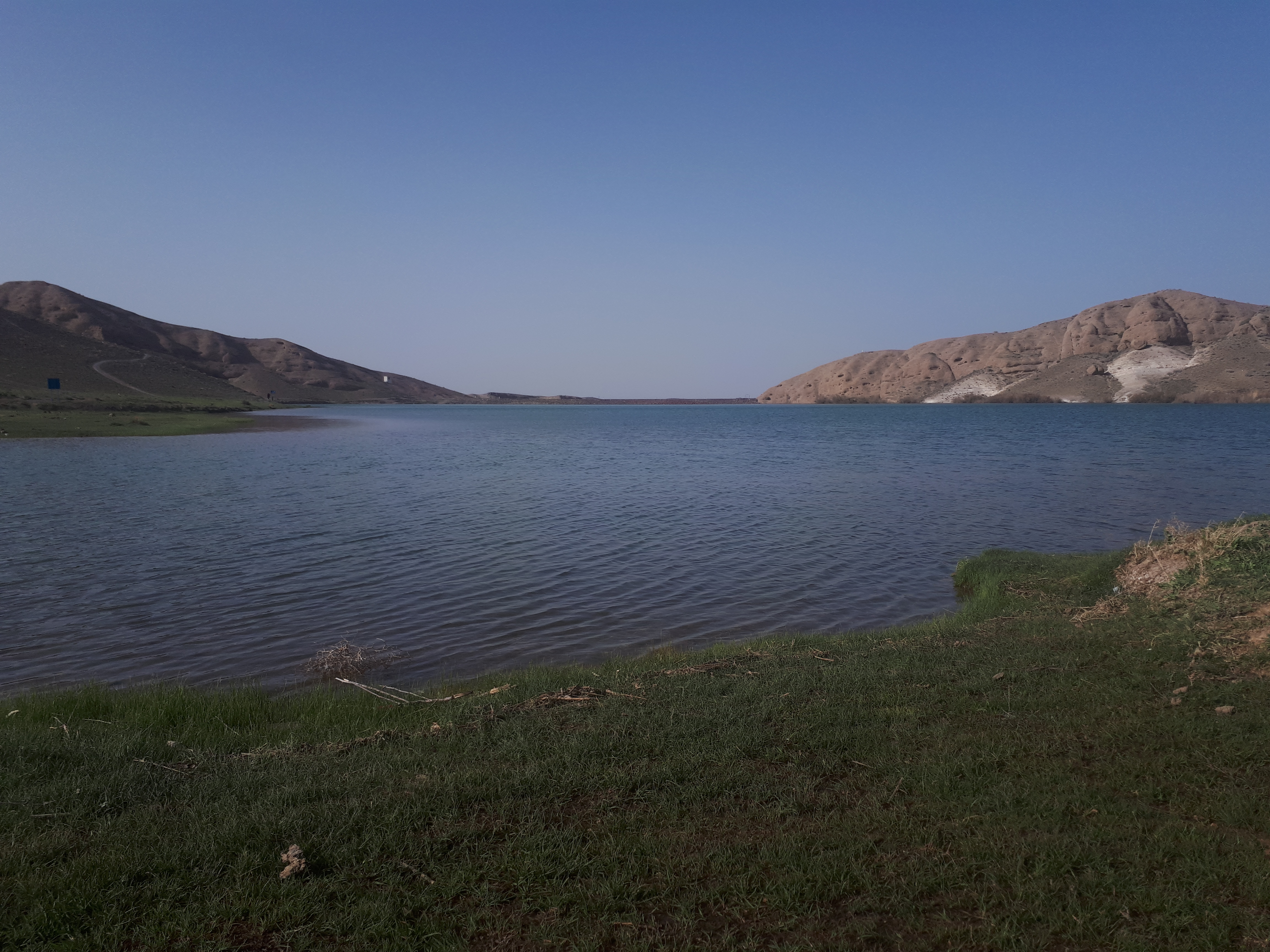
نمایی از دریاچه پشت سد یام سبزوار از محل مصب رودخانه یام سبزوار- فروردین ۱۴۰۱

سد یام جوین یکی از  سدهای غرب خراسان رضوی است که در ۶۸ کیلومتری شمال غربی سبزوار و ۲ کیلومتری غرب روستای مُنجشرین از توابع شهرستان جوین قرار دارد. کاربری های اصلی این سد تامین آب مورد نیاز کشاورزی در روستاهای پایین‌دست و کمک به طرح‌های کوچک کشاورزی در منطقه، پرورش آبزیان و ایجاد مرکز تفرجگاهی می باشند.